# 海滩营华人监狱
36°04′02.5″N 120°18′37.3″E / 36.067361°N 120.310361°E
海滩营华人监狱是德国胶澳租借地的一处专门关押中国籍犯人的监狱，位于今泗水路肥城路路口一带，建于1907年，现已不存在。

## 历史

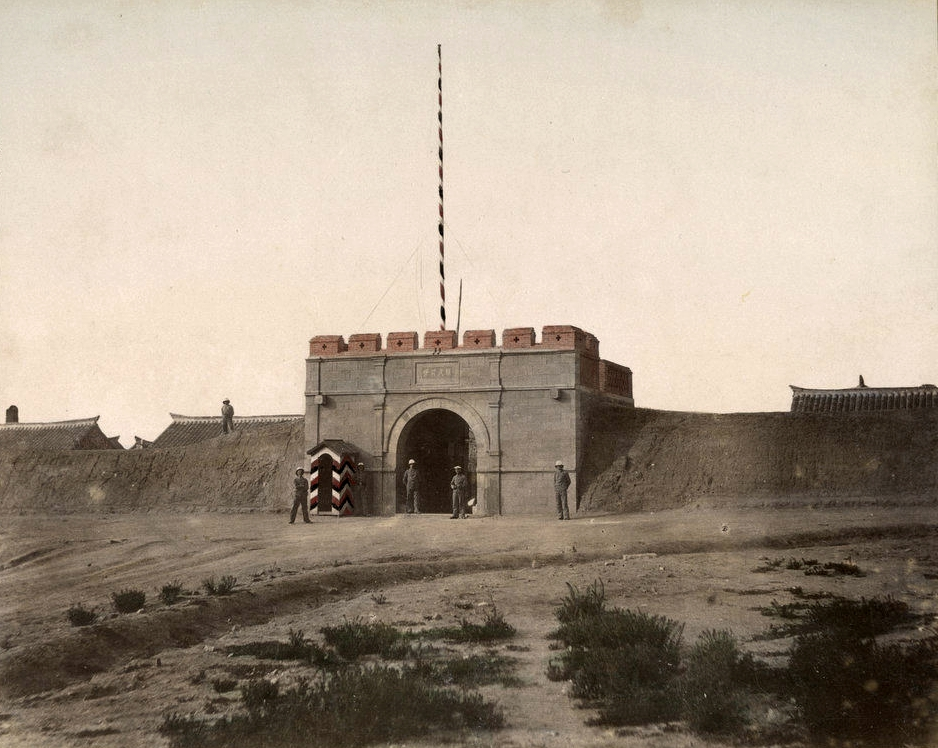
“海滩营”，原清军骧武前营

章高元驻防青岛时期（1892-1897年）曾在青岛建设六座营房，位于今泗水路肥城路路口至大沽路肥城路路口一带的“骧武前营”为其中之一。该营营房与其他营房结构布局相似，由西南侧的营门、四边形夯土围墙及中式平房营房组成。1897年德军占领青岛后，德军将该营房称作“海滩营房”（Strandlager），继续作为营房使用。
1901年，德国胶澳警察公署将海滩营房进行改造，设立了用于羁押华人囚犯的监狱和看守所。由于营房四面土墙环绕，相对封闭，改建为监狱较为容易。但随着城市的不断扩大，这处监狱狭小，设施简陋，且位于城市的中心，存在不安全因素的弊端也日趋明显。因此，1903年当局在李村建造了新的华人监狱，刑期超过半年的犯人都被迁往李村，原址仅用做看守所，专门用于羁押听候判决、违警被拘禁，以及被判入狱6个月以下的中国犯人。
根据1906-1907年度的《胶澳租借地发展备忘录》记载，是年“警察公署增设一处华人监狱，监狱建在原来已经坍塌的海滩犯人营的旧址上”。监狱由广包公司（Baufirma F.H.Schmidt）承建，平面为“凸”字型，是一个由高墙围起的封闭院落。其东南侧是1905-06年为警察建造的公寓，南面与警察公署大楼相隔一片尚待开发的空地。
1914年11月日本占领青岛后，将华人监狱改为“青岛囚犯监押所”。1923年3月12日，由山东高等检察厅奉司法部命令接管，改为青岛地方看守所。这座监狱早在上世纪90年代初就被拆除。
该监狱的历史长期以来一直不为人所知，青岛当地学者曾认为德租时期青岛境内仅有青岛欧人监狱与李村华人监狱两处监狱，直至2008年海滩营华人监狱再次被发现。